# Millingtonia hortensis
Millingtonia es un género monotípico de árboles pertenecientes a la familia Bignoniaceae. Su única especie es: Millingtonia hortensis, es originaria des Sudeste de Asia.

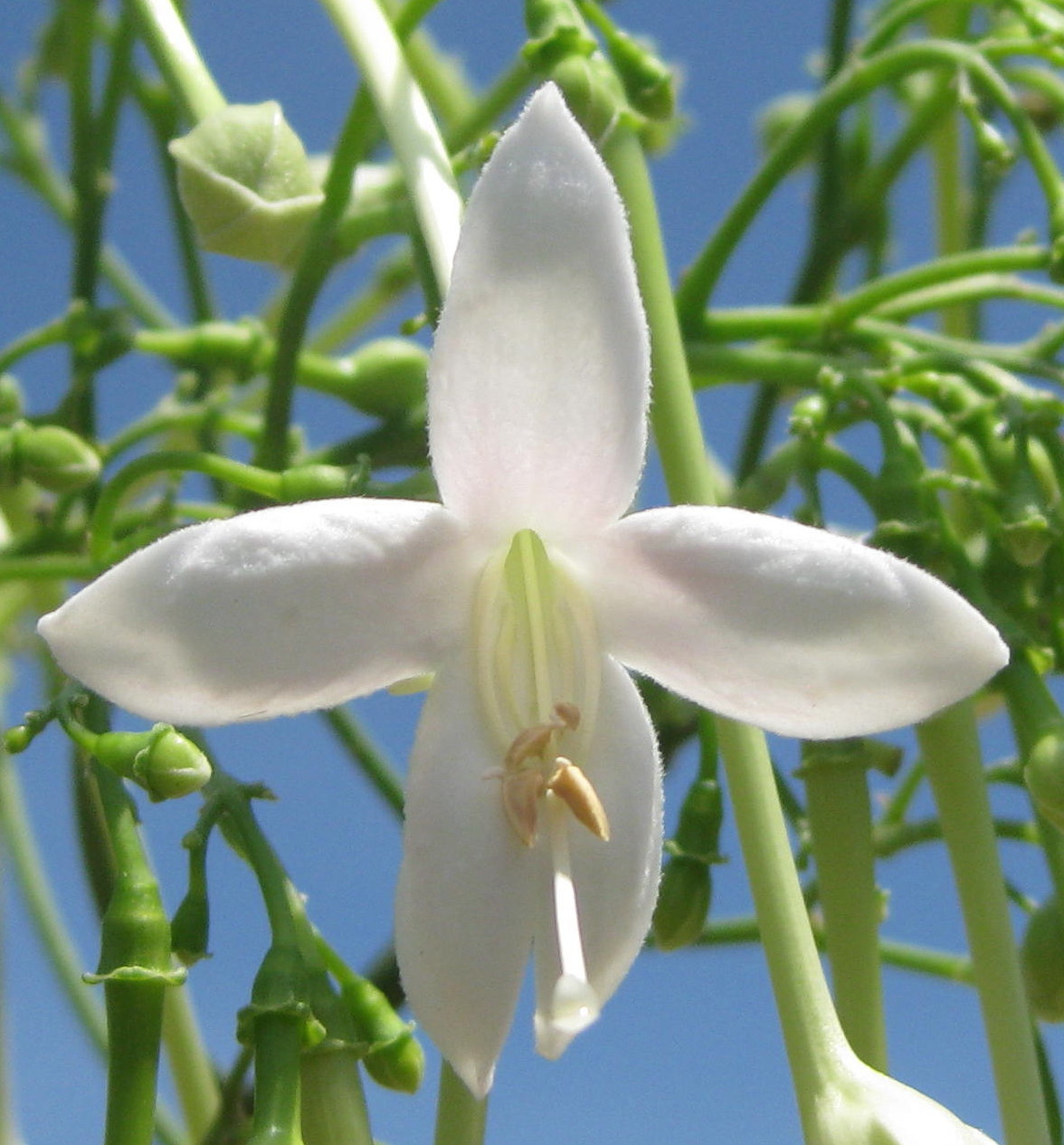
Detalle de la flor

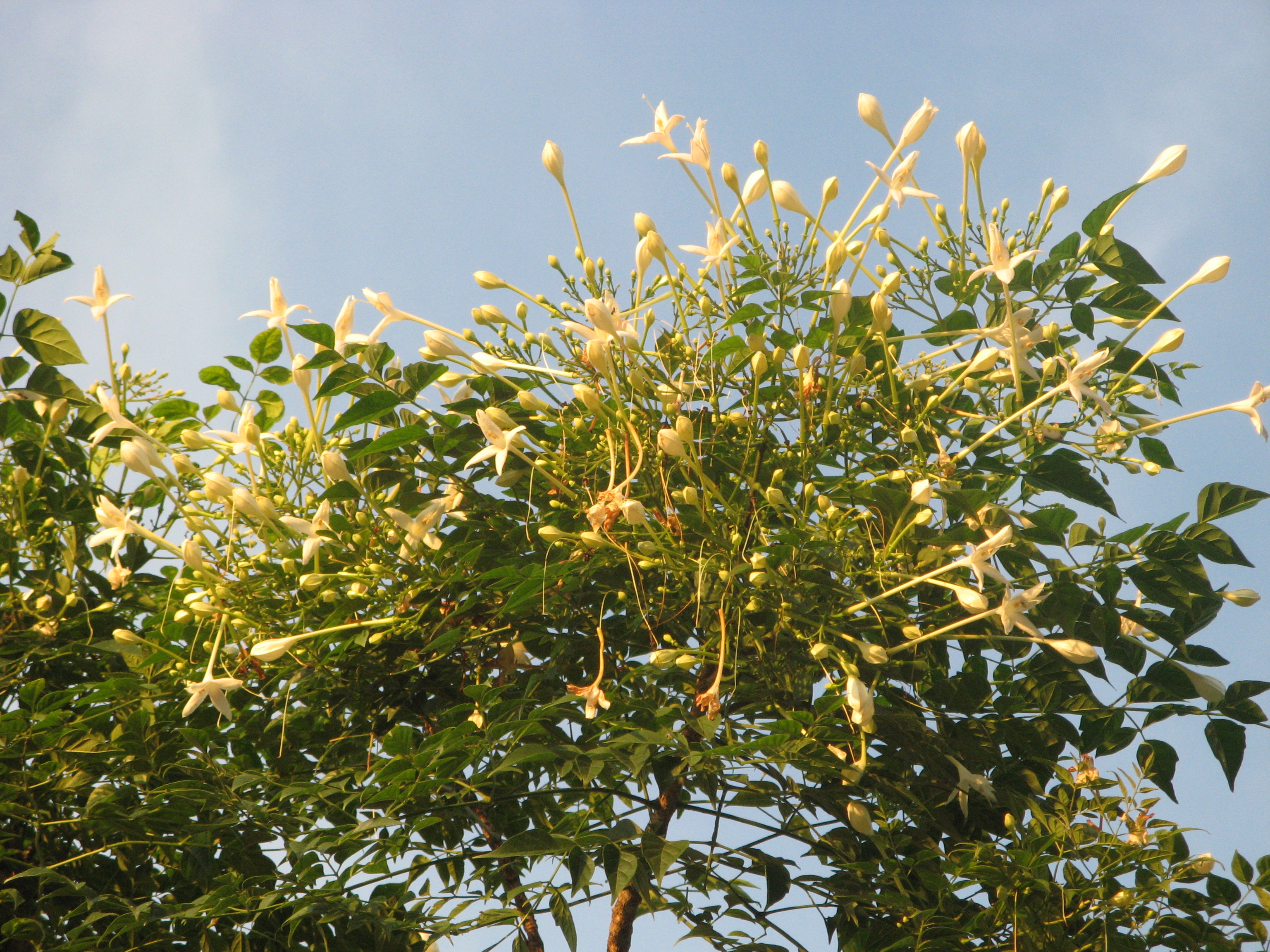
Vista de la planta

## Descripción
Es un árbol que alcanza un tamaño de entre 18 y 25 metros y tiene una extensión de 7 a 11 metros. Alcanza la madurez entre los 6 y 8 años de edad y vive hasta 40 años. Es un árbol versátil que puede crecer en varios tipos de suelos y climas con una preferencia por los climas húmedos. Es de hoja perenne y tiene un tronco piramidal alargado. La madera es blanda, de color blanco amarillento es frágil y se puede romper bajo fuertes ráfagas de viento. Las hojas son imparipinnadas  y se asemeja a la del Azadirachta indica. Las hojas son propensas a los ataques de Acherontia styx y  Hyblaea puera. Los árboles florecen dos veces al año y las flores blancas vienen como grandes panículas que emiten una fragancia agradable. Son bisexuales y zigomorfas. Los sépalos son acampanados y tiene cinco pequeños lóbulos. La flor tiene cuatro estambres con anteras paralelas a diferencia de la mayoría de las otras plantas de esta familia en la que las anteras son divergentes. La corola es un tubo largo con cinco lóbulos. El fruto es una cápsula plana y lisa y se divide en dos. Contiene semillas con amplias alas. De los frutos se alimentan  las aves que ayudan en la dispersión de las semillas. En el cultivo, la viabilidad de las semillas es baja a menos que se siembran inmediatamente después de la fruta madura, por lo que la planta se propaga generalmente a través de esquejes.

## Usos
El árbol es considerado ornamental y el agradable aroma de las flores hace que sea ideal como árbol de jardín. La madera también se utiliza  y la corteza se utiliza como un sustituto inferior para el corcho. Las hojas también se utilizan como un sustituto barato de tabaco en los cigarrillos.

## Taxonomía
Millingtonia hortensis fue descrita por Carlos Linneo el Joven  y publicado en Supplementum Plantarum 291. 1781[1782].
Etimología
Millingtonia: nombre genérico que lleva el nombre de Sir Thomas Millington que fue una inspiración para Carlos Linneo el Joven quien describió por primera vez el género.
hortensia: epíteto que deriva de hortensis y hortus, que en latín está relacionado con jardín.
Sinonimia
- Bignonia azedarachta König & Sims
- Bignonia cicutaria K.D.Koenig ex Mart.
- Bignonia hortensis (L.f.) Oken
- Bignonia suberosa Roxb.
- Millingtonia dubiosa Span.
- Nevrilis suberosa Raf.[9]